# Ранквайл
Ранквайл (на немски: Rankweil) е селище в Западна Австрия. Разположено е в окръг Фелдкирх на провинция Форарлберг. Надморска височина 468 m. Има жп гара. Отстои на около 8 km източно от мястото на съединяването на границите на Лихтенщайн и Швейцария и на 5 km северно от окръжния център Фелдкирх. Първите сведения за селището датират от 842 г. Население 11 587 жители към 1 април 2009 г.